# ONE (Naifuのアルバム)
『ONE』（ワン）は、日本のロックバンド・Naifuの1枚目のオリジナルアルバム。

## 内容
唯一のフル・アルバム。「ONE」は日本テレビ系『NNN Newsリアルタイム』内『リアルSPORTS』テーマソング。「広がる青に飛び出せ」のリテイクバージョンも収録。
リードボーカルは、7、10曲目が荒神、それ以外は作詞者と同じである。

## 批評
CDジャーナルは「エモーショナルでメロディアスな風情からは、自信と輝きを感じる」と評した。

## 収録曲
1. ONE
作詞：荒神直規　作曲・編曲：森下志音
2. Mysterious
作詞：荒神直規　作曲・編曲：森下志音
3. I want to be your hero
作詞：村上風麻　作曲・編曲：森下志音
4. 恋心 輝きながら
作詞：荒神直規　作曲・編曲：森下志音
5. I'm still on my way
作詞：山口篤　作曲・編曲：森下志音
6. 君がいた遠い日のまぼろし
作詞：荒神直規　作曲・編曲：森下志音
7. Take The Wave
作詞：Naifu　作曲・編曲：森下志音
8. The Light of a Star
作詞・作曲・編曲：森下志音
9. 晴れ 時々曇り
作詞：荒神直規　作曲・編曲：森下志音
10. 広がる青に飛び出せ（ver.“ONE”）
作詞：村上風麻　作曲・編曲：森下志音
11. Anchor Shock（ボーナストラック）
作詞・作曲・編曲：森下志音

## 参加ミュージシャン
- Naifu
  - 荒神直規：Vocal、Guitar
  - 山口篤：Drums、Vocal
  - 村上風麻：Bass、Vocal
  - 森下志音：Guitar、Vocal
- 宇徳敬子：Additional Background Vocals (#2)
- 宇浦冴香：Additional Background Vocals (#4)
- 高島信二：Additional Background Vocals (#3, 8)